# ننادغان
ننادغان (بالفارسية: ننادگان) هي قرية تقع في قسم ورزق الجنوبي الريفي في إيران. يقدر عدد سكانها بـ 2,085 نسمة .